# 米洛韋 (庫皮揚斯克區)
50°9′7″N 37°39′50″E / 50.15194°N 37.66389°E
米洛韋（羅馬化：Milove）是位於烏克蘭東部哈爾科夫州庫皮揚斯克區維利胡瓦特卡市鎮的村莊。該村始建於1697年，面積1.69平方公里，海拔高度127米，2001年人口508，2025年人口20，人口密度每平方公里301.1人。